# Tajči

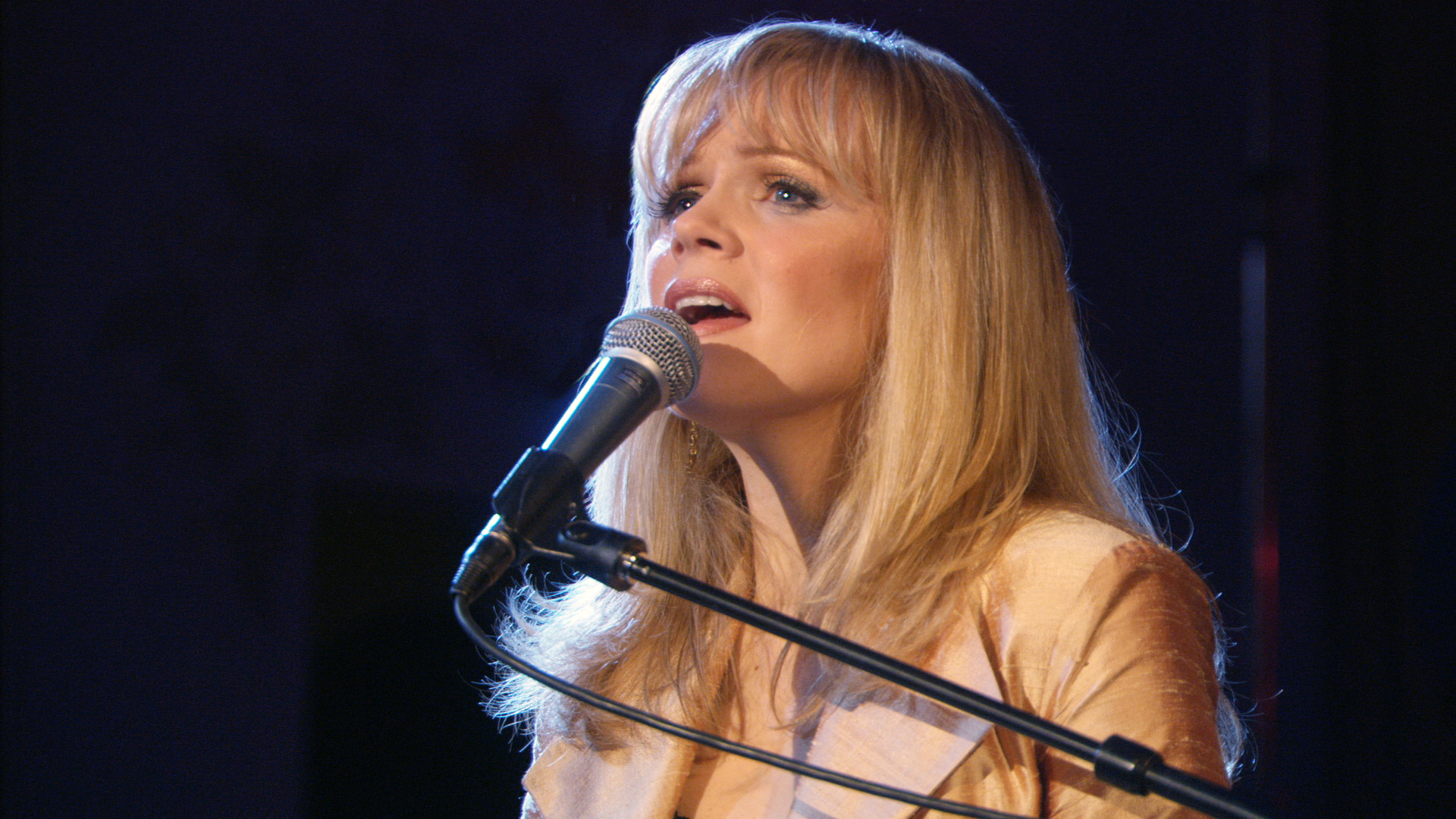
Tajči cantando na Igreja de St. Jerome, em Chicago, em 2006.

Tajči (Zagreb, Iugoslávia, 1 de julho de 1970 (pronúncia da IPA: [taitʃi]) é uma cantora croata de nome verdadeiro: Tatjana Matejaš. Hoje usa o nome  Tajči Cameron (pelo casamento com Matthew Cameron).

## Carreira
Como cantora pop da antiga Jugoslávia nos finais da década de 1980- princípios da década de 1990, ela ganhou a final nacional da Jugoslávia e representou a Jugoslávia no Festival Eurovisão da Canção 1990. Este festival teve lugar em Zagreb, onde ela interpretou o tema  "Hajde da ludujemo" (Vamos ficar loucos!). A sua carreira seria interrompida devido ao desmembramento da Jugoslávia e a subsequente Guerra Civil Jugoslava. 
Ela deixou o país natal e prossegiu a sua carreira em estágios musicais. Ela partiu para os  Estados Unidos da América, trabalhando na  televisão agravando trabalho na área de  Los Angeles. Aí conheceu Matthew Cameron, com quem casou em 2000. Depois interpretou canções em igrejas católicas, enquanto visionava papéis que recusou por requerem nudez.
Em 2008 lançou o álbum "Need A Break".

## Discografia
- Hajde da ludujemo (1990)
- Bube u glavi (1991)
- Struggles & Graces (1997)
- Now and Forever (2000)
- Emmanuel - The Story of Christmas (2002)
- Let It Be - Mary's Story (2003)
- I Thirst (2004)
- Zlatna kolekcija (2004)
- A Chance to Dream (2006)
- Need A Break (2008)